# Azis

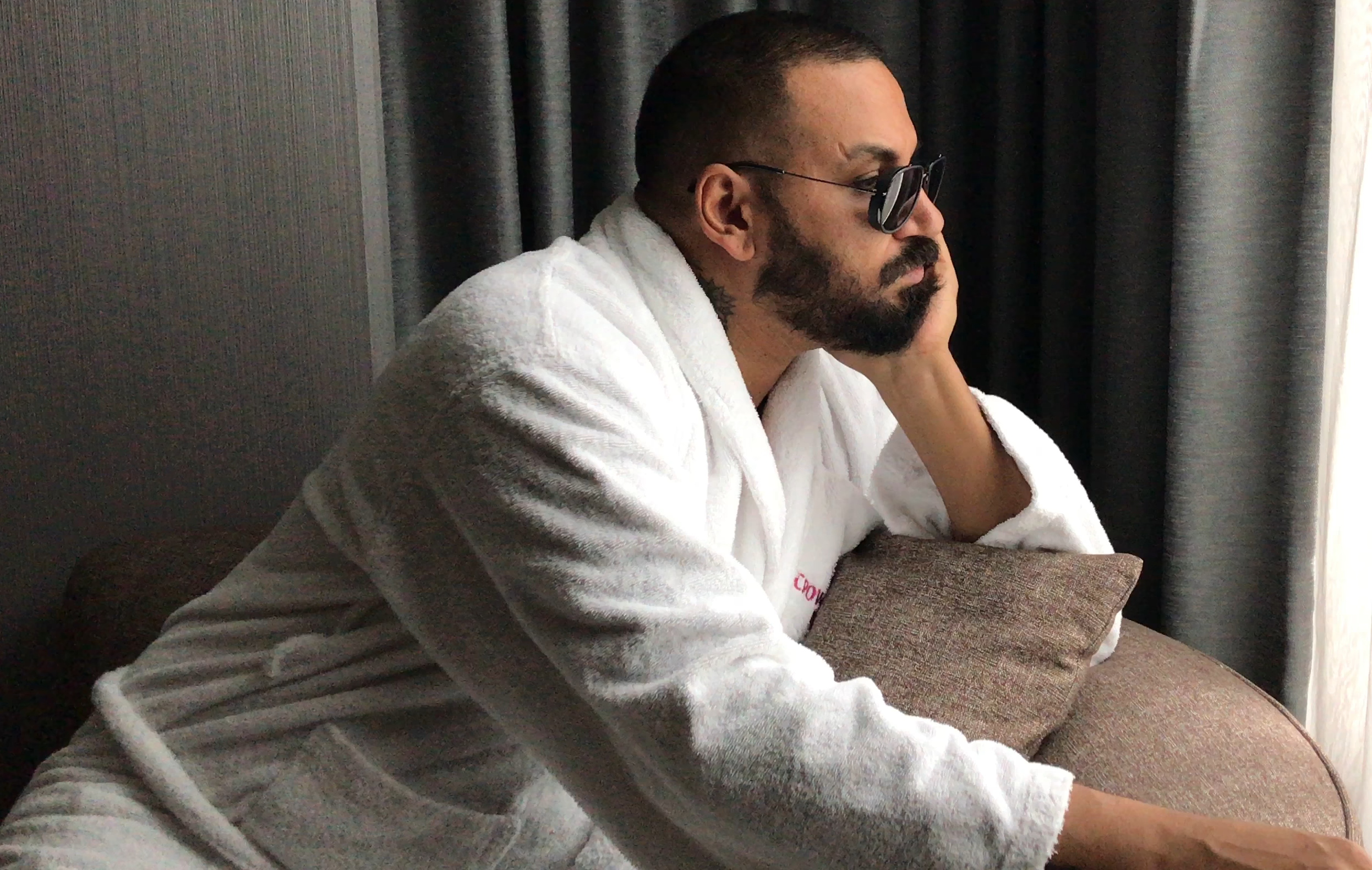
Azis, 2018

Azis (* 7. März 1978 in Sliwen als Wassil Trajanow Bojanów, Васил Траянов Боянов) ist eine nicht-binäre, bulgarische Sänger-Person des Tschalga.

## Leben und Karriere
Azis stammt aus einer wohlhabenden Familie der Roma, in deren Sprache auch einige der eigenen Lieder geschrieben sind. Azis wurde in Sliwen in einem Frauengefängnis geboren, wuchs in Kostinbrod und Sofia auf.
Im Jahr 1989, im Alter von elf Jahren, zog Azis mit der Familie nach Deutschland. Die Schule besuchte Azis nur bis zur fünften Klasse. Azis versuchte eine Karriere als Fotomodell scheiterte jedoch. Danach kehrte Azis schließlich nach Bulgarien zurück und widmete sich der Musik. Das erstes Album blieb ohne kommerziellen Erfolg, die Folgenden waren erfolgreicher.
2005 beteiligte sich  Azis an der Wahl zum bulgarischen Parlament auf der Liste der Euroroma-Partei, die die Interessen der Roma-Minderheit vertritt. Die Partei verfehlte die Fünf-Prozent-Hürde für die Teilnahme.
Im Jahr 2006 wirkte Azis beim Eurovision Song Contest als Background-Sänger für den bulgarischen Beitrag von Mariana Popowa mit.
Azis nahm an der bulgarischen Ausgabe von Big Brother teil, verließ aber die Sendung nach 19 Tagen auf eigenen Wunsch.
Azis spielte häufig mit Geschlechtsidentitäten, vor allem in früheren, extraordinären Musikvideos. Am 1. Oktober 2006 heiratete Azis in einer PR-Aktion den Partner Nikolai Petrov Parwanov im Nationalstadion. Da "gleichgeschlechtliche" Ehen in Bulgarien staatlich nicht anerkannt sind, hat dies jedoch nur inoffiziellen Charakter besessen. Sie gaben bekannt, dass sie gemeinsam ein Baby des Sängers großziehen würden, welches den Namen „Raia“ trage. Die Verbindung löste sich ohne große Skandale 2008 wieder auf.
In früheren Jahren trat Azis geschminkt und mit Silikonbrüsten auf.
Azis trat in der bulgarischen Fernsehshow Welikite Balgari („Die größten Bulgaren“) auf und wurde auf Platz 21 der größten Bulgaren aller Zeiten gewählt. Unter den noch lebenden Personen erlangte Azis  sogar den zweiten Platz, gleich hinter dem Fußballer Christo Stoitschkow.
Der  bekannteste Song Sen Trope wurde von anderen Künstlern aus dem Balkan wie Panos Kiamos, Dragan Kojić oder Florin Salam gecovert.

## Diskografie

### Alben
- 1999: Болка / Bolka
- 2000: Мъжете също плачат / Maschete Saschto Platschat
- 2001: Сълзи / Salsi
- 2002: Azis 2002
- 2003: Целувай Me + / Zeluwaj Me +
- 2003: На Голо / Na Golo
- 2004: Кралят / Kraljat
- 2005: Azis 2005
- 2006: Diva 2007
- 2011: Гадна порода / Gadna Poroda
- 2014: Azis 2014

### Kompilationen
- 2002: The Best
- 2005: Дуети
- 2007: The Best 2

### Kollaborationen
- 2004: Together (mit Desi Slava)

### Singles (Auswahl)
| - 2002: Obitscham Te (Original: Sotis Volanis – Poso Mou Leipei) - 2002: As Sam Sagadka (Original: Despina Vandi – Anaveis Foties) - 2003: Edin jivot ne stiga (mit Sofi Marinowa ; Original: Ebru Gündeş – Akıllı Ol) - 2004: Ne Sme Besgreschni (mit Gloria) - 2005: Ledena Kraliza - 2011: Njama Nakade - 2011: Sen Trope - 2011: Hop - 2012: MMA - 2012: Kaschi Tschestno - 2012: Ti sa Men Si Samo Sex - 2012: Probwaj Se (mit Andrea) - 2013: Ewala - 2013: Hajde Na Moreto - 2013: Kato Tebe Wtori Njama (mit Vanko 1) - 2014: Kasa Li Go (mit Marija) - 2014: Kolko Sme Pili (mit Toni Storaro) - 2015: Habibi | - 2016: Pej, sarze (mit Galena & Zwetelina Janewa) - 2016: Na Egypt Faraona (mit Galin) - 2017: Motel - 2017: Imasch Den (mit Kali; Original: Kostas Doxas – To Tragoudi Tou Kairou) - 2018: Blokiran (mit Fiki) - 2019: Mamisch (mit Galin) - 2020: Tjasno (mit Papi Hans) - 2021: A+G=VNL (mit Galena) - 2022: Fališ mi (mit Severina) - 2022: Pistolet (mit Medi) - 2022: Brutalen (mit Desi Slava) - 2022: Airport (mit DJ Damyan) - 2023: Po Po Po (mit Galena) - 2024: Ludniza (mit Lidia) - 2024: Kasach "Ne" (mit Fiki) - 2024: Wweto (mit Fiki) - 2024: Katastrofa (mit Tea Tairović) |